# Myiopharus sedulus
Myiopharus sedulus är en tvåvingeart som först beskrevs av Henry J. Reinhard 1935.  Myiopharus sedulus ingår i släktet Myiopharus och familjen parasitflugor. Inga underarter finns listade i Catalogue of Life.